# Attribution causale
Pour les articles homonymes, voir Attribution.
En psychologie sociale, le concept d'attribution causale désigne un processus par lequel les personnes expliquent et jugent autrui et l'environnement dans lequel elles évoluent en inférant les causes des comportements et des évènements. Le psychologue américain Fritz Heider en est le fondateur. Il considérait notamment que la démarche de l’homme de la rue, dans sa recherche de causes, s’apparente à la démarche scientifique. Heider parle d'auto-attribution lorsque l’évènement concerne un sujet qui réalise l’attribution causale en tant qu’acteur. S’il s’agit d’un autre individu, le sujet est observateur et on parle d’hétéro-attribution. Deux ensembles de causes sont distingués : les causes internes (dispositions, traits de personnalité) et les causes externes (situation).

## Description
Le psychologue Harold Kelley pousse encore plus loin la réflexion en introduisant un modèle de covariation. Il établit non seulement une analogie entre le fonctionnement de l’homme de la rue dans son activité quotidienne d’attribution causale et le scientifique dans son activité de recueil d’informations et d’analyse statistique mais il rapproche également l’attribution causale de l’analyse statistique de la variance.
Mais cette théorie a ses limites. D’une part les gens n’ont pas toutes les informations nécessaires à l’analyse des covariations et d’autre part, s’ils les ont, ils privilégient souvent les informations en rapport avec la distinctivité et la consistance et négligent celles en rapport avec le consensus.
En 1972, Kelley introduit donc la notion de schéma causal. Selon lui, nous disposons de schèmes mentaux, qu’il nomme schèmes de causalité, qui permettent d’éviter une analyse exhaustive des covariations. Ces schèmes sont un ensemble de croyances que nous avons et qui concernent la façon dont la combinaison de causes produit certains effets. Le schéma causal implique les émotions et l’expérience de l’individu dont il se servira pour évaluer ces causes. Il est mis à jour par un processus de sélection-rétention permettant l’apprentissage (Karl E. Weick, 1979).
Des années 1960 à 1970, les chercheurs mettront en exergue les erreurs et les biais afférents à la conception d’homme comme scientifique spontané nommés « biais d'attribution ». On retrouve entre autres :
- L'effet acteur-observateur
- L’erreur fondamentale d'attribution
- Le biais d'autocomplaisance
- L'erreur ultime d'attribution

À ce titre, le rôle des représentations sociales en tant que réservoir de savoirs, connaissances et croyances partagées par des groupes et dans ces groupes est déterminant comme guide des explications quotidiennes.

## Nature de l'explication
En tant que sujets sociaux, les personnes sont dépositaires d'un stock de représentations sociales qui évoluent en permanence en fonction de leurs expériences et de leurs appartenances et qui contribuent largement à la dimension explicative du raisonnement humain.
L'explication est causale puisqu'elle relie l'effet constaté (évènement, personne, comportement, attitude, etc.) à une cause mais elle est aussi sociale puisque cette cause à l'origine de l'effet est déterminée en fonction des nombreux filtres sociaux liés à l'appartenance, l'identité, la culture, l'éducation, etc.

## Types d'attributions
Il existe différents types d'attributions. Certaines attributions sont associées à des causes prédéterminées comme la culture ou les clichés. Un exemple d'attribution culturelle occidentale serait d'inférer du fait que plusieurs personnes soient vêtues de noir dans un cimetière qu'elles assistent à un enterrement. La nature d'une attribution causale peut être aussi influencée par le traitement de l'information qu'on en fait selon son accessibilité, c’est-à-dire par notre traitement superficiel de l'information, et sa saillance.

## Théories de l'attribution
Point de départ de l'étude par les psychologues sociologues, des évènements et phénomènes qui nous entourent.

### Théorie de la covariation d'Harold Kelley
Le modèle de covariation d'Harold Kelley permet de savoir à quel moment nous faisons des attributions externes. Selon ce modèle, un effet est attribué à une cause s’ils apparaissent et disparaissent toujours ensemble. Les variables dépendantes sont les effets et les variables indépendantes sont les facteurs (objets, personnes en interaction avec ces objets, temps d’interaction avec ces objets et circonstances).
L’individu s’appuie sur trois sources d’informations pour expliquer un comportement :
- La consistance : comportement habituel de la personne dans les mêmes situations et à d’autres moments
- Le consensus : comparaison avec le comportement d’autres individus dans la même situation
- La distinctivité : comparaison du comportement de la personne dans d’autres situations

Par exemple, si on étudie le comportement d'un étudiant qui parle trop dans un cours de mathématiques, la théorie de l'attribution peut nous amener à nous poser trois questions:
- Cet étudiant parle-t-il toujours durant le cours de mathématiques? (consistance)
- Est-ce que tous les étudiants parlent durant le cours de mathématiques? (consensus)
- Cet étudiant parle-t-il seulement durant ce cours? (caractère distinctif)

Les diverses combinaisons de réponses à ces questions permettent d'infèrer différentes causes aux comportements.
|          | Consistance                            | Consensus                                 | Caractère distinctif                           | Verdict                               | Exemples d'attribution                                                                                                   |
| -------- | -------------------------------------- | ----------------------------------------- | ---------------------------------------------- | ------------------------------------- | --- |
| Question | Parle-t-il toujours pendant ce cours ? | Les autres parlent-ils pendant ce cours ? | Est-ce le seul cours pendant lequel il parle ? |                                       | |
| Réponses | Oui                                    | Non                                       | Non                                            | Attribution interne                   | - Il n'aime pas l'école - Il est trop bavard                                                                             |
| Réponses | Oui                                    | Oui                                       | Oui                                            | Attribution externe au contexte       | - Le cours et/ou le professeur est ennuyeux                                                                              |
| Réponses | Non                                    | Non                                       | Oui ou non                                     | Attribution externe aux circonstances | - L'étudiant s'est fait un nouvel ami très intéressant - Il vient juste de lui arriver une situation dont il veut parler |
| Réponses | Oui                                    | Non                                       | Oui                                            | Attribution interne et externe        | - L'étudiant n'aime pas les mathématiques et/ou le cours en particulier                                                  |